# Haim Bar-Lev
Haim "Kidoni" Bar-Lev (hebraisk:חיים בר-לב), født Chaim Brotzlewsky 16. november 1924 – 7. maj 1994) var israelsk officer helt fra tiden inden Israel blev grundlagt, og han blev senere general og israelsk minister.  

## Biografi
Bar-Lev blev født i Wien i Østrig i 1924 og emigrerede til det britiske Palæstina mandatområde i 1939. Fra 1942 til 1948 gjorde Bar-Lev tjeneste i forskellige jødiske militærenheder såsom Palmach. Han blev pilot og faldskærmsudspringer, hvilket senere hjalp ham ved udviklingen af disse militære våbenarter inden for det israelske forsvar.  
I 1946 sprængte Bar-Lev Allenby-broen ved Jeriko for at forhindre arabiske militssoldater i Transjordanien i at trænge ind i jødiske byer vest for Jordan-floden. 
- Under Israels uafhængighedskrig i 1948 var Bar-Lev oberst og leder af 8. mekaniserede bataljon i Negev brigaden, som kæmpede i det nordlige Sinai.
- Under Suezkrigen i 1956 havde oberst Bar-Lev kommandoen over 27. pansrede brigade, som erobrede Gaza, hvorefter den drejede mod sydvest og nåede Suezkanalen.
- Fra 1962 var han øverstkommanderende for Nordkommandoen. Senere blev han operationsdirektør inden for det israelske forsvar.

Under Seksdageskrigen i 1967 var han vicestabschef for det israelske forsvar. I slutningen af 1968 godkendte han generalmajor Adans forslag om, at der skulle etableres en høj sandvold langs den østlige side af Suezkanalen for at forhindre ægyptisk militær i at kunne observere israelske stillinger langs kanalen. Bag denne sandvold blev der bygget en række faste stillinger. Stillingen blev kendt som Bar-Lev-linjen. 
Mellem 1968 og 1971 fungerede Bar-Lev som chef for generalstaben i det israelske forsvar, hvilket gjorde ham til den højest rangerende officer.  
I 1971, mens han var militærattaché i Uganda, koordinerede Bar Lev den hemmelige israelske støtte til Idi Amins kup, som afsatte Milton Obote.
Under Yom Kippur krigen i oktober 1973 blev han – selv om han var pensioneret fra hæren og fungerede som minister for handel og industri – kaldt tilbage til aktiv tjeneste af premierminister Golda Meir for at erstatte Shmuel "Gorodish" Gonen som chef for sydkommandoen, der forsvarede Sinai. Bar-Lev spillede en afgørende rolle i krigen. Indtil han blev udpeget, var sydfronten i kaos i en grad, så den nær var brudt sammen, og Gonen viste sig ude af stand til effektivt at styre situationen. Bar-Lev tog straks kommandoen og arbejdede på at stabilisere fronten. Hans politiske og forhandlingsmæssige evner viste sig også at være nyttige til at styre generalerne i felten, som var i strid med hinanden, da de havde modstridende holdninger om, hvorledes krigen i syd skulle føres. Den effekt, som Bar-Levs ankomst havde på det kaotiske hovedkvarter på sydfronten, blev beskrevet af Gorodishs næstkommanderende, Uri Ben-Ari, i et vidneudsagn til den israelske militærhistoriske afdeling: 
| Citat | Bar-Lev bragte os alle til ro. Endelig var der en følelse af, at vi havde en rigtig leder som chef. Denne følelse spredtes blandt os og senere også i radioerne på slagmarken. Det lykkedes også for Bar-Lev at få Gorodish til at falde til ro. Inden hans ankomst bestod generalstabsmøder af højrøstet råben fra Gorodishs mund. Bar-Lev indførte ordentlige arbejdsrutiner. Ingen udfordrede hans autoritet. Landet skylder ham meget. "Dovaleh" blev igen et rigtigt krigsrum - afdelingsbaseret. Ingen, som ikke hørte hjemme der, fik adgang. Alvoren sænkede sig over krigsrummet. Generalstabsofficererne gik over til at passe deres opgaver i velorganiseret skiftearbejde. Selv Arik Sharons stemmeføring ændrede sig, da Bar-Lev ankom. | Citat |
|       | |       |

Bar-Lev forblev minister for handel og industri, indtil regeringen blev besejret ved valget og blev erstattet af Likud under ledelse af Menachem Begin i 1977. Fra 1977 til 1984 fungerede han som generalsekretær for partiet og som medlem af Knesset. Da Arbejderpartiet deltog i en national samlingsregering fra 1984 til 1990, fungerede Bar-Lev som minister for indre sikkerhed og medlem af regeringens koordinationsudvalg. Han trak sig tilbage fra Knesset ved valget i 1992. I 1992-1994, under den anden Rabin regering, fungerede Bar-Lev i Moskva som Israels ambassadør i Rusland.
Han døde i Tel Aviv den 7. maj 1994.